# Menkauhor
Menkauhor – władca starożytnego Egiptu z V dynastii. Znany jest także jako Ikau-Hor i Kaui, które to formy są skróconymi wersjami imienia tronowego.

## Lata panowania
- 2414-2405 p.n.e. (Kwiatkowski)
- 2420-2410 p.n.e. (Schneider)
- 2396-2388 p.n.e. (Tiradritti, De Luca)

## Przypuszczalne pochodzenie
Nie są znane jego relacje rodzinne z poprzednikami i następcami. Mógł być bratem lub synem Niuserre. Jeśli był synem Niuserre, to prawdopodobnie jego matką była żona tego władcy Reputnebu. Mógł też być ojcem lub bratem swojego następcy Dżedkare lub też kuzynem, o ile Dżedkare był synem Neferefre, a Menkauhor – synem Niuserre.

## Jego czasy i działalność
Według Kanonu Turyńskiego panował 8 lat. Lata jego panowania i rządów jego następców to czasy osłabienia władzy królewskiej na rzecz nomarchów, których bogactwa, rola i znaczenie wyraźnie wzrosły, m.in. dzięki darowiznom i nadaniom samych panujących. Wzmacnia się również warstwa mniejszych właścicieli ziemskich i kapłanów. Przejawia się to w budowie wspaniałych, bogatych grobów w formie mastab, których przepych przerasta to co było dostępne dla zwykłych śmiertelników w czasie panowania poprzednich dynastii. 
Menkauhor wybudował swoją świątynię solarną (co potwierdzają inskrypcje na ścianach prywatnych grobowców), lecz nie wiadomo, gdzie się ona znajdowała. Była to najprawdopodobniej ostatnia świątynia tego typu wybudowana przez władcę z V dynastii. 

## Zabytki
Prowadził też intensywną eksploatację kopalni na Synaju, w Wadi Maghara zachowała się inskrypcja wspominająca jakąś wyprawę. Z jego czasów zachowały się również inne zabytki, jak:
- mały, alabastrowy posąg władcy w stroju używanym podczas święta sed, który znajduje się obecnie w Muzeum Egipskim w Kairze,
- relief z mastaby Ti, przedstawiający władcę wśród bogów, któremu zmarły oddaje hołd; obecnie relief znajduje się w zbiorach w Luwrze,
- różne odciski pieczęci cylindrycznych, w tym znalezione w Abusir.

## Kontrowersje wokół miejsca pochówku
Nie znamy miejsca jego pochówku.
- Niektórzy sadzą, że został pochowany w piramidzie w północnej Sakkarze (piramida Lepsius nr 29, zwanej też Bezgłową Piramidą), której ruiny znajdują się na wschód od piramidy Tetiego z VI dynastii (Berlandini, Moragioglio-Rinaldi). W tym przypadku jednak występuje przeszkoda w postaci trudnego do rozwiązania problemu stratygraficznego, a mianowicie nakładania się na ślady południowego narożnika piramidy pewnej mastaby z okresu III dynastii (Stadelmann). Pośrednim dowodem tej lokalizacji, albowiem nie mamy dowodów bezpośrednich czyli pisanych, jest fakt oddawaniu czci Menkauhorowi właśnie w tym miejscu w czasach XVIII dynastii (Ockinga).
- Inni przypuszczają, że został pochowany w Dahszur, w piramidzie oznaczonej symbolem Lepsius nr 50 na północny wschód od Czerwonej Piramidy (Bochardt).

Menkauhor był szczególnie czczony w Nowym Państwie za XVIII dynastii, znanych jest kilku kapłanów jego kultu pośmiertnego.